# Palhoça
Palhoça is een gemeente in de Braziliaanse deelstaat Santa Catarina. In 2017 telde de gemeente 164.926 inwoners.

## Aangrenzende gemeenten
De gemeente grenst aan Paulo Lopes, Santo Amaro da Imperatriz en São José. En over water (Baía Sul) met Florianópolis.

## Verkeer en vervoer
De plaats ligt aan de noord-zuidlopende weg BR-101 tussen Touros en São José do Norte. Daarnaast ligt ze aan de weg BR-282.